# Форбс, Вивиан
Вивиан Форбс (англ. Vivian Forbes, 8 августа 1891, Великобритания — 24 декабря 1937, Великобритания) — английский солдат, художник и поэт начала XX века, долгое время был партнёром художника Глина Филпота.
Форбс был зачислен в Королевский стрелковый полк и встретил Филпота на учениях в Олдершоте в 1915 году. После войны он занимался бизнесом в Египте, а затем начал более серьёзные отношения с Филпотом. Как и у Филпота, творчество Форбса было обусловлено беспокойством по поводу роста фашизма в Европе, а также на него оказало влияние движение эстетизма XIX века и такие художники, как Чарльз Рикеттс и Чарльз Хаслвуд Шэннон. Форбс также сочинял стихи, все из которых были посвящены Филпоту и их отношениям. У Форбса, Филпота, Рикеттса и Шэннона в какой-то момент были студии в здании на Лэнсдаун-роуд в поместье Лэдброк.
Описанный как остроумный и обаятельный, Форбс также был нестабильным, и его отношения с Филпотом были очень близкими. После внезапной смерти Филпота 18 декабря 1937 года Форбс был переполнен горем и покончил жизнь самоубийством, приняв снотворное 23 декабря после похорон Филпота.

## Примечания

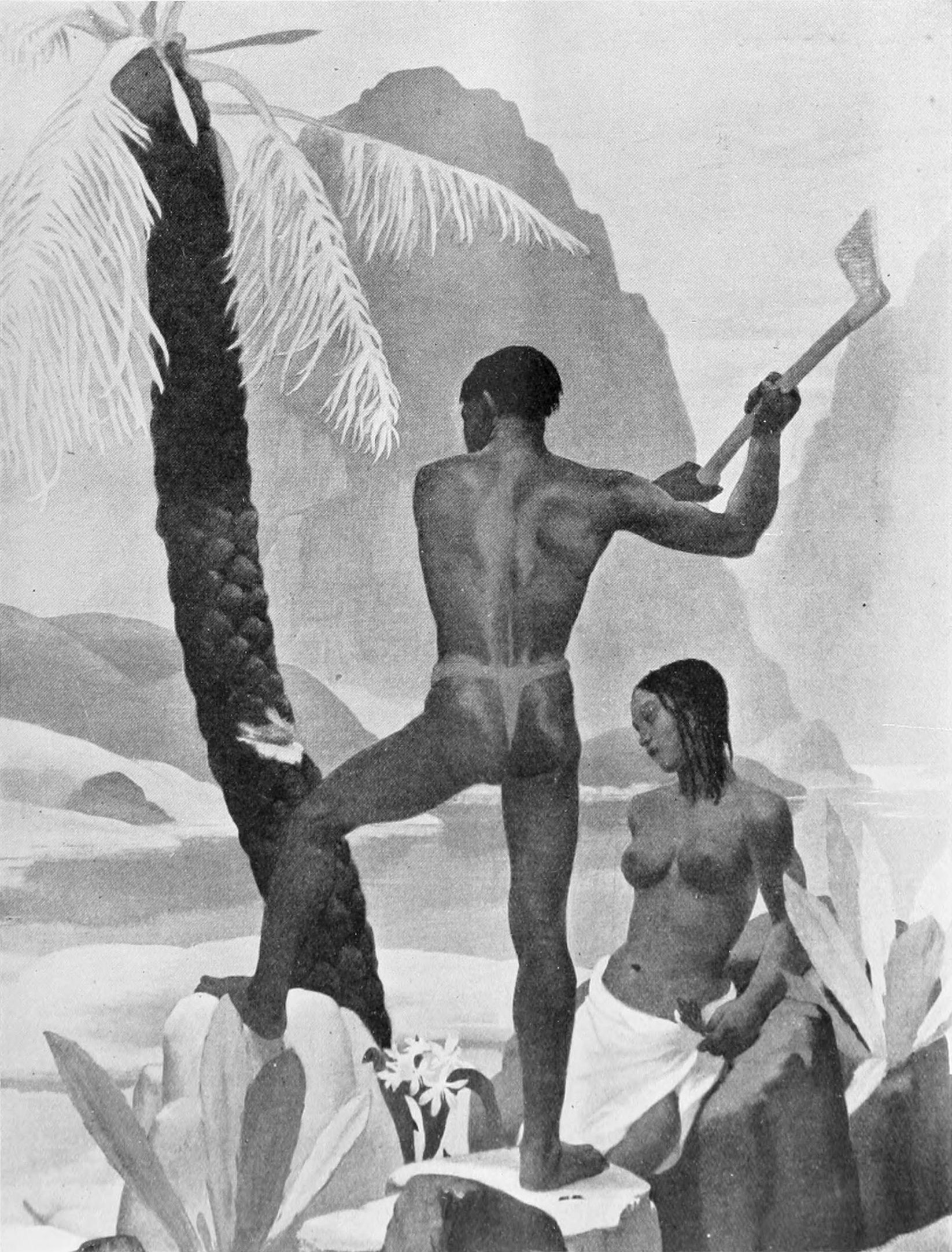
Картина В. Форбса The Echoing Valley